# Ulrike Rosenbach
Ulrike Rosenbach (Bad Salzdetfurth, 1943) és una videoartista alemanya. Treballa amb cintes de vídeo, instal·lacions i performances. Va ser una de les primeres artistes d'Alemanya que va fer servir el vídeo per experimentar amb imatges electròniques. Les seves cintes de vídeo critiquen la representació tradicional de les dones i ajuden a formular la identitat de les dones des d'una perspectiva feminista.

## Obra
En les seves obres, Rosenbach juga amb conegudes representacions de la figura femenina al llarg de la història de l'art. Així, a Hauben für eine verheiratete Frau (Còfies per a una dona casada, 1970), fa referència a una tradició iconogràfica de la dona com a esposa que remunta a l'edat mitjana. En aquesta obra se cita un proverbi alemany, «unter die Haube kommen», que literalment significa «posar-se sota la còfia» i té el significat de casar-se. Les còfies de Rosenbach representen l'inici del seu «replantejament de la iconografia històrica de la dona», així com una exploració crítica dels rols socials de la dona en els seus contextos culturals i una reflexió sobre les idees estereotipades i els tòpics de la feminitat.
A Art is a criminal action (L'art és un delicte, 1969-1972) Rosenbach passa a l'acció com a equivalent femení de la serigrafia d'Andy Warhol basada en una fotografia d'Elvis Presley. Amb aquest doble d'ella mateixa com a peça formalment equivalent a la del «Rei del Rock’n'Roll», Rosenbach està dient que està preparada per desafiar el domini de l'home sobre l'art.